# Port lotniczy Ubari
Port Lotniczy Ubari – regionalny port lotniczy położony w Ubari, w Libii.

## Linie lotnicze i połączenia
| Linia Lotnicza  | Kierunek           |
| --------------- | ------------------ |
| Libyan Airlines | 1. Trypolis-Mitiga |